# Herbert Palmer
Herbert Palmer (ur. 18 kwietnia 1877 w Kirkby Lonsdale w Westmorland, zm. 22 maja 1958) – brytyjski urzędnik kolonialny, gubernator Cypru oraz Gambii.

## Życiorys
Studiował w Trinity Hall na Uniwersytecie Cambridge. W czasie studiów grał w rugby w drużynie uniwersyteckiej.
Od 1904 roku pracował w brytyjskiej dyplomacji – przez dwadzieścia sześć lat, aż do 1930 roku na różnych stanowiskach w Nigerii. W latach 1930–1933 gubernator Gambii, a następnie w latach 1933-1939 gubernator Cypru. W 1939 odszedł na emeryturę.

## Nagrody i odznaczenia
- Order św. Michała i św. Jerzego – kawaler (1922), komandor (1933)
- Order Imperium Brytyjskiego – komandor (1924)[4]
- Kawaler Orderu Świętego Jana Jerozolimskiego (1936)